# Санта Кјара (Терамо)
Санта Кјара (итал. Santa Chiara) је насеље у Италији у округу Терамо, региону Абруцо.
Према процени из 2011. у насељу је живело 38 становника. Насеље се налази на надморској висини од 390 м.